# Common People
"Common People" é o primeiro episódio da sétima temporada da série de televisão antológica de ficção científica britânica Black Mirror. Escrita por Bisha K. Ali e pelo criador e showrunner da série Charlie Brooker e dirigida por Ally Pankiw, estreou na Netflix em 10 de abril de 2025, com o restante da sétima temporada.
A história acompanha uma mulher que depende de um serviço de assinatura para sobreviver e mostra as dificuldades que ela enfrenta quando o preço do serviço aumenta e a qualidade diminui. O enredo também destaca os esforços do marido para conseguir arcar com o custo desse serviço. O episódio foi bem recebido pela crítica, que elogiou as atuações do elenco, as reflexões propostas e o desfecho da trama.

## Trama
O soldador Mike (Chris O'Dowd) e a professora Amanda (Rashida Jones) são casados há três anos e tentam, sem sucesso, engravidar. Certo dia, Amanda desmaia durante uma aula e, após exames, descobre-se que ela possui um tumor cerebral inoperável. Diante da situação, Mike é apresentado a Gaynor (Tracee Ellis Ross), representante da startup de tecnologia Rivermind Technologies. Gaynor explica que a empresa pode remover o tumor e substituir o tecido cerebral afetado por um tecido sintético, alimentado pelos servidores da Rivermind. Embora a cirurgia seja oferecida gratuitamente, o casal aceita pagar uma taxa de assinatura mensal para que Amanda tenha a chance de levar uma vida normal novamente.
Inicialmente, o serviço parece beneficiar Amanda, mas, com o tempo, ela e seu marido descobrem várias limitações que só podem ser superadas mediante a assinatura do plano "Plus", bem mais caro que o plano "Comum" que utilizam. Sem perceber, Amanda passa a inserir anúncios curtos em seu discurso diário, colocando seu emprego e sua estabilidade financeira em risco. Para ajudá-la, Mike passa a pagar secretamente pela atualização, arrecadando fundos no "Dum Dummies", um site de transmissão ao vivo onde usuários realizam tarefas humilhantes solicitadas por espectadores pagantes. No início, ele utiliza uma máscara para manter sua identidade protegida, mas acaba tendo que mostrar o rosto brevemente durante uma façanha para conseguir mais dinheiro.
No aniversário seguinte de Amanda, Mike presenteia a esposa com um passe "Lux" de 12 horas, que permite manipular emoções e sensações por meio de um aplicativo conectado. Amanda aumenta o volume de seu aparelho de prazer, levando o casal a ter relações sexuais, mas também desencadeia um comportamento cada vez mais errático nela.
Um colega de trabalho descobre as transmissões de Mike no "Dum Dummies" e as compartilha com todos na empresa. Como consequência, Mike perde o controle e agride o colega, que acaba gravemente ferido em um acidente, resultando na demissão de Mike. Desesperados, Mike e Amanda apelam a Gaynor, que se mostra insensível, pedindo mais tempo no serviço da Rivermind até que Mike consiga um novo emprego. Durante a conversa, Mike menciona que o casal está tentando ter um filho, mas Gaynor informa que, caso Amanda engravide, será cobrada uma taxa adicional. Indignado, Mike se revolta, e o casal deixa o escritório de Gaynor profundamente desanimado.
Um ano depois, Mike vende o berço que nunca foi usado. Amanda voltou ao plano "Comum" do Rivermind, dormindo 16 horas por dia e intercalando os períodos acordada com a divulgação compulsória de anúncios. Em um ato de desespero, Mike contrata 30 minutos do serviço premium Lux, usando-o para aumentar a serenidade da esposa. Nesse breve intervalo de calma artificial, Amanda pede com tranquilidade que Mike encerre sua vida "quando ela não estiver mais aqui". Ao terminar o tempo do serviço, Mike a sufoca enquanto ela desmaia para veicular mais um anúncio automático. Em seguida, ele se tranca em outro cômodo, conecta-se ao "Dum Dummies" em transmissão ao vivo pelo laptop e, segurando um estilete, encara a câmera em silêncio.

## Produção

### Roteiro
Brooker idealizou inicialmente o episódio como uma comédia leve centrada em uma pessoa que dependia de um serviço de assinatura para sobreviver. A inspiração veio ao ouvir um podcast no qual o apresentador interrompia a narrativa para exibir anúncios, antes de retomar a história.  Jones relatou que, numa primeira leitura, considerou o final “cruel”, mas, com o tempo, compreendeu o seu contexto, interpretando-o como um ato de amor: proporcionar uma morte digna pode ser preferível a ver quem se ama sofrer continuamente. 

### Elenco
Ross e Jones aceitaram participar do episódio antes mesmo de conhecerem detalhes sobre o enredo. Jones já havia co-escrito o episódio da terceira temporada "Nosedive". 

## Recepção
O episódio recebeu críticas geralmente positivas,   embora tenha sido alvo de críticas negativas, como a do Vulture, que o classificou como "confuso em termos de tom, narrativa e temática".
Louisa Mellor do Den of Geek avaliou o episódio com 3 de 5 estrelas.  Já Proma Khosla, do Mashable, considerou-o o segundo episódio mais pessimista da série, ficando atrás somente de "The Waldo Moment". Ela descreveu a trama como "um pesadelo que parece terrivelmente possível", destacando como o episódio ilustra o potencial do capitalismo de usar a tecnologia para tornar a vida das pessoas ainda mais difícil. 